# Los Magueyes, Guerrero
Los Magueyes är en ort i Mexiko.   Den ligger i kommunen Chilapa de Álvarez och delstaten Guerrero, i den södra delen av landet, 200 km söder om huvudstaden Mexico City. Los Magueyes ligger 1 457 meter över havet och antalet invånare är 772.
Terrängen runt Los Magueyes är kuperad åt sydväst, men åt nordost är den bergig. Runt Los Magueyes är det ganska glesbefolkat, med 42 invånare per kvadratkilometer. Närmaste större samhälle är Chilapa de Alvarez, 3,7 km söder om Los Magueyes. Omgivningarna runt Los Magueyes är en mosaik av jordbruksmark och naturlig växtlighet.